# رآکتور پیشرفته گاز سرد
راکتور پیشرفته گاز سرد (به انگلیسی: Advanced Gas-cooled Reactor) معروف به رآکتورهای AGCR، یکی از انواع رآکتور هسته‌ای صنعتی در نیروگاه‌های هسته‌ای در جهان است که از انرژی هسته‌ای استفاده می‌کند.
این رآکتورها غالباً حاصل فناوری بریتانیا بوده و معمولاً در فشارهای ۱۶ مگاپاسکال کار می‌کنند. بازده کل این نوع رآکتورها بالا بوده و در حول ۴۰٪ تخمین زده می‌شود.
سیستم‌های AGCR از گاز دی اکسید کربن به عنوان خنک‌کننده و از کند کننده‌های گرافیتی بهره می‌برند.
هزینه نگهداری این نوع رآکتورها بالاست، لذا در ۱۹۷۹ دولت بریتانیا اعلام کرد که سیاست حرکت بسوی سیستم‌های PWR را اجرا خواهند کرد. با اینحال ۷ نیروگاه هسته‌ای در بریتانیا از این سیستم‌ها کماکان استفاده می‌کنند.